# Joseph J. Solomon
Joseph J. Solomon (* in Providence, Rhode Island) ist ein US-amerikanischer Politiker (Demokratische Partei) und seit 2018 Bürgermeister von Warwick, Rhode Island.
Solomon besuchte die Classical High School in Providence. Nach seinem Schulabschluss studierte er Rechnungswesen am Providence College. An der New England School of Law in Boston erhielt er einen Juris Doctor.
In den 1970er Jahr zog er nach Warwick, Rhode Island. Dort war er der erste Chief Judge des Warwick Municipal Court, ein Amt, das er fünf Jahre bekleidete. Des Weiteren praktizierte er als Rechtsanwalt, und arbeitete als Rechnungsprüfer und Autohändler. Ab 2000 gehörte er für den vierten Wahlbezirk dem Warwick City Council an. Im Stadtrat wurde er insgesamt viermal zum Council President gewählt. Als solcher übernahm er 2018 das vakante Amt des Bürgermeisters der Stadt, nachdem der bisherige Amtsinhaber Scott Avedisian vor Ablauf seiner Amtszeit zurückgetreten war, um Chief Executive Officer der Rhode Island Public Transit Authority zu werden. Solomon wurde am 16. Mai als Bürgermeister vereidigt. Bei der nächsten regulären Bürgermeisterwahl im November desselben Jahres konnte er sich mit 60 % zu 39,7 % der abgegebenen Stimmen gegen seine republikanische Kontrahentin durchsetzen und wurde im Amt bestätigt.
Solomon ist verheiratet und hat einen Sohn, Joseph J. Solomon junior, der ebenfalls als Politiker tätig ist.